# パーヴェル・ソローキン (指揮者)
パーヴェル・シャミリエヴィチ・ソローキン(ロシア語: Павел Шамильевич Сорокин, ラテン文字転写: Pavel Shamilievich Sorokin、1963年8月14日 - )は、ソビエト連邦、ロシアの指揮者、ピアニスト。ロシア連邦功労芸術家(1997年授与)。
父親はボリショイ劇場のバレエダンサーであるシャミル・ヤグディン(1932 - 2005)、母親はボリショイ劇場のソリストでソプラノ歌手のタマーラ・ソローキナ(1931 - 2021)。両親はどちらもロシア・ソビエト連邦社会主義共和国人民芸術家の称号を授与されている。

## 概要
モスクワに生まれ、早くから音楽の道を志し、はじめモスクワ音楽院付属中央音楽学校で学ぶ。その後、モスクワ音楽院に進学し、1980年から1985年の間、ピアノ科でレフ・ナウモフにピアノを、1985年から1989年の間、指揮科でユーリ・シモノフに指揮法を学び、どちらも優秀な成績で卒業した。また、1987年から1989年にかけてパリ音楽院でもジャン=セバスチャン・ベロー教授の下で研鑽を積み、1989年夏にはタングルウッド音楽祭に参加し、レナード・バーンスタインや小澤征爾の指導を受けている。
かつて両親が活躍したボリショイ劇場には、学生時代の1983年にバレエの伴奏者として参加し、1989年から指揮者として活動を始めている。以来、同劇場での活動を続けるとともに、2000年から2002年にかけてモスクワ放送交響楽団の首席指揮者を務め、2003年から2007年の間はロシア交響楽団の首席指揮者を務めた。
2007年からはロンドンのロイヤル・オペラ・ハウスに招かれ、ロイヤル・バレエ団の公演を継続して指揮していたが、2022年3月に残りのシーズンの契約を劇場側から破棄されたという報道がなされた(時期的に見てロシアのウクライナ侵攻に関連していると思われる)。
2016年からノヴォシビルスクのノヴォシビルスク・オペラ・バレエ劇場に客演を始め、サンクトペテルブルクのミハイロフスキー劇場でも活躍している。

## 録音・映像
- ラフマニノフ:交響曲第2番、チャイコフスキー:スラヴ行進曲(モスクワ放送交響楽団 2005年)
- ミンクス:ラ・バヤデール(ボリショイ劇場管弦楽団、ボリショイ・バレエ団 2013年 Bel Air Classiques)
- チャイコフスキー:白鳥の湖(ボリショイ劇場管弦楽団、ボリショイ・バレエ団 2015年 Bel Air Classiques)